# Шмакова (Ірбітський міський округ)
Шма́кова (рос. Шмакова) — присілок у складі Ірбітського міського округу Свердловської області.
Населення — 94 особи (2010, 80 у 2002).
Національний склад населення станом на 2002 рік: росіяни — 94 %.